# Вінничук Дмитро Тимофійович
Дмитро Тимофійович Вінничук (30 квітня 1937, Сквира, Київська область — 2018) — український науковець-аграрій. Доктор сільськогосподарських наук, професор, член-кореспондент НААНУ.
Був директором Інституту розведення та генетики тварин, працював головним науковим співробітником Інституту агроекології та біотехнології Української Академії аграрних наук.
Автор понад 500 опублікованих праць. Співавтор 20 авторських свідоцтв та патентів.
Лауреат премії НААНУ «За видатні досягнення в аграрній науці».